# Biston marginata
Biston marginata là một loài bướm đêm trong họ Geometridae.

## Hình ảnh

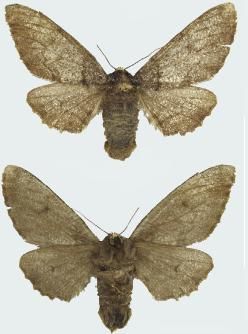